# Copa Mundial de Baloncesto de 2019
La Copa Mundial de Baloncesto de la FIBA de 2019 fue la decimoctava edición de la Copa Mundial de Baloncesto masculino organizada por la FIBA. El 7 de agosto de 2015 se eligió como sede, entre seis candidatos, a China.
Fue la primera edición en la historia que se disputó con 32 selecciones y, además, se disputó bajo un nuevo calendario tras ser reprogramada de 2018 a 2019, sacando el campeonato de los años coincidentes con otros grandes eventos como la Copa Mundial de Fútbol o los Juegos Olímpicos de Invierno. Asimismo, fue la tercera edición que se disputó en territorio asiático, ya que antes fueron sede Filipinas en 1978 y Japón en 2006. 
España derrotó en la final a Argentina 95–75, consiguiendo el segundo título de su historia. El defensor del título, Estados Unidos, fue eliminado en cuartos de final a manos de Francia, que ganó la medalla de bronce.

## Elección de la sede
En diciembre de 2014, la FIBA organizó en Mies, Suiza, una reunión con representantes de los seis países que se ofrecieron a acoger las dos siguientes ediciones de la copa, la del 2019 y la del 2023. Estuvieron presentes, además del presidente del organismo Horacio Muratore, representantes de China, Francia, Alemania, Filipinas, Catar y Turquía. Después de visitar las sedes y de escuchar las candidaturas para analizar cuál sería la más adecuada, la FIBA reveló el 7 de agosto que la sede del certamen será la República Popular China, que ganó 14 a 7 la votación.

It’s such an exciting moment to bring the 2019 FIBA Basketball World Cup to China and I’m sure that millions of fans are sharing this joy with us.
Es un momento muy emocionante el poder traer la Copa Mundial 2019 a China y estoy seguro que millones de fanáticos están compartiendo esta alegría.
Yao Ming, ex-baloncestista de la NBA

This was a very difficult decision because we had two national federations who did excellent work. However, there can only be one host country for our event in 2019 and it will be China.
Esta fue una muy difícil decisión porque teníamos dos grandes federaciones nacionales que hicieron un excelente trabajo. Sin embargo, tan solo puede haber un país sede para nuestro evento en el 2019 y va a ser China.
Horacio Muratore, presidente de FIBA.

### Sedes
| Pekín                                     | Pekín Nankín Shanghái Wuhan Cantón · (véase debajo) | Nankín                                     |
| ----------------------------------------- | --------------------------------------------------- | ------------------------------------------ |
| Wukesong Arena                            | Pekín Nankín Shanghái Wuhan Cantón · (véase debajo) | Parque Deportivo Olímpico Juvenil          |
| Capacidad: 18 000 espectadores            | Pekín Nankín Shanghái Wuhan Cantón · (véase debajo) | Capacidad: 20 000 espectadores             |
|                                           | Pekín Nankín Shanghái Wuhan Cantón · (véase debajo) |                                            |
| Shanghái                                  | Pekín Nankín Shanghái Wuhan Cantón · (véase debajo) | Wuhan                                      |
| Centro Deportivo Oriental                 | Pekín Nankín Shanghái Wuhan Cantón · (véase debajo) | Gimnasio Wuhan                             |
| Capacidad: 18 000 espectadores            | Pekín Nankín Shanghái Wuhan Cantón · (véase debajo) | Capacidad: 13 000 espectadores             |
|                                           | Pekín Nankín Shanghái Wuhan Cantón · (véase debajo) |                                            |
| Estadios dentro de la provincia de Cantón |                                                     |                                            |
| Dongguan                                  | Cantón Shenzhen Foshan Dongguan                     | Foshan                                     |
| Dongguan Arena                            | Cantón Shenzhen Foshan Dongguan                     | Centro Cultural y Deportivo Internacional  |
| Capacidad: 16 000 espectadores            | Cantón Shenzhen Foshan Dongguan                     | Capacidad: 14 700 espectadores             |
|                                           | Cantón Shenzhen Foshan Dongguan                     |                                            |
| Cantón                                    | Cantón Shenzhen Foshan Dongguan                     | Shenzhen                                   |
| Estadio Cubierto de Cantón                | Cantón Shenzhen Foshan Dongguan                     | Centro de Deportes de la Bahía de Shenzhen |
| Capacidad: 10 000 espectadores            | Cantón Shenzhen Foshan Dongguan                     | Capacidad: 13 000 espectadores             |
|                                           | Cantón Shenzhen Foshan Dongguan                     |                                            |

## Clasificación
Además del país anfitrión, la FIBA dispuso que, considerando el aumento de equipos participantes, se clasificaran:
- 1 equipo por anfitrión
- 7 equipos por FIBA Américas
- 7 equipos por FIBA Asia y FIBA Oceanía
- 12 equipos por FIBA Europa
- 5 equipos por FIBA África

Calendario de clasificación
El nuevo calendario contó con una duración de 15 meses y compitieron 140 equipos.
| Competición                      | Fecha                               | Plazas | Equipos clasificados                                                                                   |
| -------------------------------- | ----------------------------------- | ------ | --- |
| País anfitrión                   | –                                   | 1      | China                                                                                                  |
| Eliminatoria FIBA Américas       | noviembre de 2017 a febrero de 2019 | 7      | Argentina Brasil Canadá Estados Unidos Puerto Rico República Dominicana Venezuela                      |
| Eliminatoria FIBA Asia y Oceanía | noviembre de 2017 a febrero de 2019 | 7      | Australia Corea del Sur Filipinas Irán Japón Jordania Nueva Zelanda                                    |
| Eliminatoria FIBA Europa         | noviembre de 2017 a febrero de 2019 | 12     | Alemania España Francia Grecia Italia Lituania Montenegro Polonia República Checa Rusia Serbia Turquía |
| Eliminatoria FIBA África         | noviembre de 2017 a febrero de 2019 | 5      | Angola Costa de Marfil Nigeria Senegal Túnez                                                           |

## Formato de competición
La copa está dividida en dos grandes etapas, la fase de grupos y la segunda fase.
Fase de grupos
Primera ronda: Los 32 equipos participantes se dividen en 8 grupos de 4 equipos cada uno. Los equipos se enfrentan todos contra todos dentro de su grupo una vez y los dos mejores de cada grupo avanzan a la segunda ronda, los dos restantes avanzan a la ronda de clasificación por los puestos del 17.° al 32.°.
Segunda ronda: Los 16 equipos participantes se dividen en 4 grupos de 4 equipos cada uno. Los equipos se enfrentan todos contra todos dentro de su grupo una vez, salvo contra el equipo al cual ya se enfrentaron, y los dos mejores de cada grupo avanzan a la segunda fase, los demás equipos quedan eliminados.
Ronda de clasificación: Los 16 equipos participantes se dividen en 4 grupos de 4 equipos cada uno. Los equipos se enfrentan todos contra todos dentro de su grupo una vez, salvo contra el equipo al cual ya se enfrentaron. Luego de esta fase dejan de participar y se los ordena del 17.° al 32.° puesto.
Segunda fase
La segunda fase consta de una ronda de play-offs comenzando en cuartos de final. Los equipos se enfrentan una vez a partido único, los ganadores avanzan mientras que los perdedores quedan eliminados, pasando de cuartos de final a semifinales y de ahí a la final hasta determinar al campeón del mundo. Además, existe un enfrentamiento por el tercer puesto.
Los equipos que quedan eliminados en cuartos de final acceden a disputar el quinto puesto en dos rondas de play-offs. Los ganadores del primer enfrentamiento disputan el partido por el quinto lugar, los perdedores disputan el partido por el séptimo lugar.
Clasificación a los Juegos Olímpicos de Tokio 2020
Por primera vez la Copa Mundial clasificará 7 equipos de manera directa a los Juegos Olímpicos. Estos siete equipos serán los mejores de las conferencias FIBA África, FIBA Asia y FIBA Oceanía, y los dos mejores de las conferencias FIBA América y FIBA Europa. Los 16 equipos siguientes acceden a uno de los cuatro torneos preclasificatorios para los Juegos de Tokio 2020.

### Calendario
| 1F | Primera ronda | 2F | Segunda ronda | CF SF | Cuartos de final y semifinales | QL SL | 5.º y 7.º lugar | TL F | Finales 1.º y 3.º puesto |

| agosto/septiembre | agosto/septiembre | 31 Sáb | 1 Dom | 2 Lun | 3 Mar | 4 Mié | 5 Jue | 6 Vie | 7 Sáb | 8 Dom | 9 Lun | 10 Mar | 11 Mié | 12 Jue | 13 Vie | 14 Sáb | 15 Dom |
| ----------------- | ----------------- | ------ | ----- | ----- | ----- | ----- | ----- | ----- | ----- | ----- | ----- | ------ | ------ | ------ | ------ | ------ | ------ |
| Certamen          |                   |        |       |       |       |       |       |       |       |       |       |        |        |        |        |        |        |

### Árbitros
Los siguientes árbitros fueron seleccionados para el torneo.
- Gentian Cici
- Juan Fernández
- Leandro Lezcano
- Leandro Zalazar
- Scott Beker
- James Boyer
- Ademir Zurapović
- Guilherme Locatelli
- Cristiano Maranho
- Martin Horozov
- Arnaud Kom Njilo
- Matthew Kallio
- Michael Weiland
- Felipe Ibarra
- Duan Zhu
- Ye Nan
- Yu Jung
- Carlos Peralta
- Steve Anderson
- Matthew Myers
- Yohan Rosso
- Carsten Straube
- Georgios Poursanidis
- Harja Jaladri
- Ahmed Al-Shuwaili
- Saverio Lanzarini
- Manuel Mazzoni
- Tolga Şahin
- Takaki Kato
- Yevgeniy Mikheyev
- Andris Aunkrogers
- Mārtiņš Kozlovskis
- Omar Bermúdez
- Krishna Domínguez
- Ahmed Abaakil
- Kingsley Ojeaburu
- Julio Anaya
- Ferdinand Pascual
- Wojciech Liszka
- Michał Proc
- Alexis Mercado
- Jorge Vázquez
- Roberto Vázquez
- Aleksandar Glišić
- Zdenko Tomašovič
- Boris Krejić
- Luis Castillo
- Antonio Conde
- Hwang In-tae
- Kim Jong-kuk
- Markos Michaelides
- Nicolas Fernandes
- Yener Yılmaz
- Sergiy Zashchuk
- Andrés Bartel
- Daniel García

## Fase de grupos

### Primera ronda

#### Grupo A
| Pos. | Equipo          | Pts | PJ | PG | PP | PF  | PC  | Dif |
| ---- | --------------- | --- | -- | -- | -- | --- | --- | --- |
| 1.   | Polonia         | 6   | 3  | 3  | 0  | 239 | 208 | 31  |
| 2.   | Venezuela       | 5   | 3  | 2  | 1  | 228 | 210 | 18  |
| 3.   | China           | 4   | 3  | 1  | 2  | 205 | 206 | -1  |
| 4.   | Costa de Marfil | 3   | 3  | 0  | 3  | 189 | 237 | -48 |

|  | Clasificado a la segunda ronda.          |
|  | Clasificado a la ronda del 17.º al 32.º. |

| 31 de agosto, 16:00 (UTC+8) | Polonia                                                         | 80–69                | Venezuela                                           | Pekín                                                                                          |  |
|                             | Parciales: 22–24, 22–12, 16–15, 20–18                           |                      |                                                     |                                                                                                |  |
|                             | Estadísticas M. Sokołowski 16 A. Hrycaniuk 10 A. J. Slaughter 5 | Reporte Pts Reb Asts | Estadísticas 15 P. Chourio 10 M. Ruiz 8 H. Guillent | Pabellón: Wukesong Arena Árbitros: Matthew Leigh Kallio Matthew Albert Myers Nicolás Fernandes |  |

| 31 de agosto, 20:00 (UTC+8) | Costa de Marfil                                                      | 55–70                | China                                                              | Pekín                                                                      |  |
|                             | Parciales: 16–14, 13–15, 12–22, 14–19                                |                      |                                                                    |                                                                            |  |
|                             | Estadísticas G. Edi 10 M. Koné, D. Thompson 8 S. Diabate, B. Pamba 3 | Reporte Pts Reb Asts | Estadísticas 19 Y. Jianlian 8 Y. Jianlian, Z. Xiaochuan 9 G. Ailun | Pabellón: Wukesong Arena Árbitros: Yener Yılmaz Boris Krejić Harja Jaladri |  |

| 2 de septiembre, 16:00 (UTC+8) | Venezuela                                           | 87–71                | Costa de Marfil                                             | Pekín |  |
|                                | Parciales: 26–17, 23–15, 24–24, 14–15               |                      |                                                             | |  |
|                                | Estadísticas H. Guillent 28 M. Ruiz 8 H. Guillent 7 | Reporte Pts Reb Asts | Estadísticas 19 C. Abouo 6 B. Pamba 4 S. Diabate, V. Fofana | Pabellón: Wukesong Arena Asistencia: 6051 espectadores Árbitros: Matthew Albert Myers Yener Yılmaz Harja Jaladri |  |

| 2 de septiembre, 20:00 (UTC+8) | China                                                        | 76–79                | Polonia                                                   | Pekín |  |
|                                | Parciales: 25–15, 10–24, 19–18, 18–15 (T.E.: 4–7)            |                      |                                                           | |  |
|                                | Estadísticas Y. Jianlian 24 W. Zhelin 9 G. Ailun, Z. Jiwei 4 | Reporte Pts Reb Asts | Estadísticas 25 M. Ponitka 9 M. Ponitka 4 A. J. Slaughter | Pabellón: Wukesong Arena Asistencia: 11 646 espectadores Árbitros: Matthew Leigh Kallio Boris Krejić Samir Abaakil |  |

| 4 de septiembre, 16:00 (UTC+8) | Costa de Marfil                                               | 63–80                | Polonia                                                | Pekín |  |
|                                | Parciales: 24–20, 8–16, 17–19, 14–25                          |                      |                                                        | |  |
|                                | Estadísticas C. Abouo 23 C. Abouo, D. Thompson 6 S. Diabate 6 | Reporte Pts Reb Asts | Estadísticas 16 A. Waczyński 7 D. Kulig 6 A. Waczyński | Pabellón: Wukesong Arena Asistencia: 7845 espectadores Árbitros: Matthew Leigh Kallio Nicolas Fernandes Samir Abaakil |  |

| 4 de septiembre, 20:00 (UTC+8) | Venezuela                                                          | 72–59                | China                                            | Pekín |  |
|                                | Parciales: 18–10, 15–13, 18–18, 21–18                              |                      |                                                  | |  |
|                                | Estadísticas H. Guillent 15 M. Ruiz, N. Colmenares 7 H. Guillent 8 | Reporte Pts Reb Asts | Estadísticas 13 F. Shuo 8 Y. Jianlian 4 Z. Jiwei | Pabellón: Wukesong Arena Asistencia: 11 324 espectadores Árbitros: Yener Yılmaz Matthew Albert Myers Boris Krejić |  |

#### Grupo B
| Pos. | Equipo        | Pts | PJ | PG | PP | PF  | PC  | Dif |
| ---- | ------------- | --- | -- | -- | -- | --- | --- | --- |
| 1.   | Argentina     | 6   | 3  | 3  | 0  | 258 | 211 | 47  |
| 2.   | Rusia         | 5   | 3  | 2  | 1  | 230 | 219 | 11  |
| 3.   | Nigeria       | 4   | 3  | 1  | 2  | 266 | 242 | 24  |
| 4.   | Corea del Sur | 3   | 3  | 0  | 3  | 208 | 290 | -82 |

|  | Clasificado a la segunda ronda.          |
|  | Clasificado a la ronda del 17.º al 32.º. |

| 31 de agosto, 16:30 (UTC+8) | Rusia                                                             | 82–77                | Nigeria                                         | Wuhan                                                                                              |  |
|                             | Parciales: 18–13, 22–22, 18–23, 24–19                             |                      |                                                 | |  |
|                             | Estadísticas M. Kulaguin 16 N. Kurbanov 7 V. Fridzon, A. Zubkov 4 | Reporte Pts Reb Asts | Estadísticas 18 J. Okogie 6 C. Metu 4 J. Okogie | Pabellón: Gimnasio Wuhan Árbitros: Omar Bermúdez Mariscal Takaki Kato Ahmed Ali Yaseen Al-Shuwaili |  |

| 31 de agosto, 20:30 (UTC+8) | Argentina                                                | 95–69                | Corea del Sur                                        | Wuhan |  |
|                             | Parciales: 22–11, 21–17, 28–16, 24–25                    |                      |                                                      | |  |
|                             | Estadísticas N. Laprovittola 17 L. Scola 9 F. Campazzo 6 | Reporte Pts Reb Asts | Estadísticas 31 R. Gun-ah 15 R. Gun-ah 7 L. Junghyun | Pabellón: Gimnasio Wuhan Asistencia: 4585 espectadores Árbitros: Cristiano Maranho Zdenko Tomašovič Carsten Straube |  |

| 2 de septiembre, 16:30 (UTC+8) | Nigeria                                          | 81–94                | Argentina                                          | Wuhan |  |
|                                | Parciales: 17–28, 26–15, 18–29, 20–22            |                      |                                                    | |  |
|                                | Estadísticas J. Okogie 18 A. Aminu 8 J. Okogie 5 | Reporte Pts Reb Asts | Estadísticas 23 L. Scola 10 L. Scola 8 F. Campazzo | Pabellón: Gimnasio Wuhan Asistencia: 2100 espectadores Árbitros: Cristiano Maranho Takaki Kato Ahmed Ali Yaseen Al-Shuwaili |  |

| 2 de septiembre, 20:30 (UTC+8) | Corea del Sur                                        | 73–87                | Rusia                                                                                    | Wuhan |  |
|                                | Parciales: 18–27, 19–13, 12–23, 24–24                |                      |                                                                                          | |  |
|                                | Estadísticas R. Gun-ah 19 R. Gun-ah 10 L. Junghyun 5 | Reporte Pts Reb Asts | Estadísticas 13 V. Fridzon, A. Vorontsévich 7 A. Vorontsévich, N. Kurbanov 9 N. Kurbanov | Pabellón: Gimnasio Wuhan Asistencia: 1637 espectadores Árbitros: Omar Bermúdez Mariscal Zdenko Tomašovič Markos Michaelides |  |

| 4 de septiembre, 16:30 (UTC+8) | Corea del Sur                                                     | 66–108               | Nigeria                                                 | Wuhan |  |
|                                | Parciales: 15–17, 16–32, 19–30, 16–29                             |                      |                                                         | |  |
|                                | Estadísticas R. Gun-ah 18 R. Gun-ah 11 L. Junghyun, P. Chan-hee 4 | Reporte Pts Reb Asts | Estadísticas 17 M. Eric 9 C. Metu, M. Eric 6 I. Iroegbu | Pabellón: Gimnasio Wuhan Asistencia: 3147 espectadores Árbitros: Omar Bermúdez Mariscal Carsten Straube Markos Michaelides |  |

| 4 de septiembre, 20:30 (UTC+8) | Rusia                                                             | 61–69                | Argentina                                            | Wuhan |  |
|                                | Parciales: 17–12, 16–27, 7–14, 21–16                              |                      |                                                      | |  |
|                                | Estadísticas A. Zubkov 18 A. Zubkov, A. Vorontsévich 7 A. Sopin 4 | Reporte Pts Reb Asts | Estadísticas 21 F. Campazzo 8 L. Scola 7 F. Campazzo | Pabellón: Gimnasio Wuhan Asistencia: 6255 espectadores Árbitros: Cristiano Maranho Zdenko Tomašovič Takaki Kato |  |

#### Grupo C
| Pos. | Equipo      | Pts | PJ | PG | PP | PF  | PC  | Dif |
| ---- | ----------- | --- | -- | -- | -- | --- | --- | --- |
| 1.   | España      | 6   | 3  | 3  | 0  | 247 | 190 | 57  |
| 2.   | Puerto Rico | 5   | 3  | 2  | 1  | 213 | 218 | -5  |
| 3.   | Túnez       | 4   | 3  | 1  | 2  | 205 | 235 | -30 |
| 4.   | Irán        | 3   | 3  | 0  | 3  | 213 | 235 | -22 |

|  | Clasificado a la segunda ronda.          |
|  | Clasificado a la ronda del 17.º al 32.º. |

| 31 de agosto, 16:30 (UTC+8) | Irán                                                                 | 81–83                | Puerto Rico                                                                 | Cantón                                                                                      |  |
|                             | Parciales: 30–16, 19–15, 16–20, 16–32                                |                      |                                                                             |                                                                                             |  |
|                             | Estadísticas H. Haddadi, B. Yakhchali 22 H. Haddadi 16 M. Jamshidi 5 | Reporte Pts Reb Asts | Estadísticas 32 D. Huertas 6 R. Balkman 4 G. Browne, D. Huertas, R. Balkman | Pabellón: Estadio Cubierto de Cantón Árbitros: Ademir Zurapović Georgios Poursanidis Nan Ye |  |

| 31 de agosto, 20:30 (UTC+8) | España                                               | 101–62               | Túnez                                          | Cantón |  |
|                             | Parciales: 16–17, 26–22, 30–8, 29–15                 |                      |                                                | |  |
|                             | Estadísticas R. Rubio 17 J. Hernangómez 8 R. Rubio 9 | Reporte Pts Reb Asts | Estadísticas 15 S. Mejri 7 S. Mejri 6 O. Abada | Pabellón: Estadio Cubierto de Cantón Árbitros: Michael Weiland Krishna Joaquín Domínguez Viveros James Alexander Boyer |  |

| 2 de septiembre, 16:30 (UTC+8) | Túnez                                                                     | 79–67                | Irán                                                     | Cantón |  |
|                                | Parciales: 29–19, 15–16, 15–13, 20–19                                     |                      |                                                          | |  |
|                                | Estadísticas S. Mejri 22 S. Mejri 15 O. Abada, M. Ben Romdhane, M. Roll 5 | Reporte Pts Reb Asts | Estadísticas 18 A. Geramipoor 11 H. Haddadi 8 H. Haddadi | Pabellón: Estadio Cubierto de Cantón Árbitros: Ademir Zurapović Krishna Joaquín Domínguez Viveros Arnaud Kom Njilo |  |

| 2 de septiembre, 20:30 (UTC+8) | Puerto Rico                                                              | 63–73                | España                                             | Cantón |  |
|                                | Parciales: 21–17, 14–19, 10–21, 18–16                                    |                      |                                                    | |  |
|                                | Estadísticas G. Clavell 13 D. Collier, G. Clavell, J. Díaz 5 G. Browne 6 | Reporte Pts Reb Asts | Estadísticas 19 M. Gasol 8 R. Rubio 6 R. Fernández | Pabellón: Estadio Cubierto de Cantón Árbitros: Michael Weiland Georgios Poursanidis James Alexander Boyer |  |

| 4 de septiembre, 16:30 (UTC+8) | Puerto Rico                                         | 67–64                | Túnez                                                                    | Cantón |  |
|                                | Parciales: 19–18, 19–14, 14–23, 15–9                |                      |                                                                          | |  |
|                                | Estadísticas R. Balkman 14 R. Balkman 9 G. Browne 8 | Reporte Pts Reb Asts | Estadísticas 14 O. Abada, S. Mejri 9 M. Ben Romdhane, S. Mejri 5 M. Roll | Pabellón: Estadio Cubierto de Cantón Árbitros: Ademir Zurapović Georgios Poursanidis Krishna Joaquín Domínguez Viveros |  |

| 4 de septiembre, 20:30 (UTC+8) | España                                                | 73–65                | Irán                                                                       | Cantón                                                                                 |  |
|                                | Parciales: 18–21, 15–10, 19–22, 21–12                 |                      |                                                                            |                                                                                        |  |
|                                | Estadísticas M. Gasol 16 J. Hernangómez 10 R. Rubio 5 | Reporte Pts Reb Asts | Estadísticas 15 M. Jamshidi 15 H. Haddadi 6 M. Nik Khahbahrami, H. Haddadi | Pabellón: Estadio Cubierto de Cantón Árbitros: Michael Weiland Arnaud Kom Njilo Nan Ye |  |

#### Grupo D
| Pos. | Equipo    | Pts | PJ | PG | PP | PF  | PC  | Dif  |
| ---- | --------- | --- | -- | -- | -- | --- | --- | ---- |
| 1.   | Serbia    | 6   | 3  | 3  | 0  | 323 | 203 | 120  |
| 2.   | Italia    | 5   | 3  | 2  | 1  | 277 | 215 | 62   |
| 3.   | Angola    | 4   | 3  | 1  | 2  | 204 | 278 | -74  |
| 4.   | Filipinas | 3   | 3  | 0  | 3  | 210 | 318 | -108 |

|  | Clasificado a la segunda ronda.          |
|  | Clasificado a la ronda del 17.º al 32.º. |

| 31 de agosto, 15:30 (UTC+8) | Angola                                                   | 59–105               | Serbia                                                    | Foshán |  |
|                             | Parciales: 20–29, 12–21, 15–28, 12–27                    |                      |                                                           | |  |
|                             | Estadísticas C. Morais 15 V. Joaquim 5 Siete jugadores 1 | Reporte Pts Reb Asts | Estadísticas 24 B. Bogdanović 10 B. Marjanović 9 S. Jović | Pabellón: Centro Cultural y Deportivo Internacional Asistencia: 11 000 espectadores Árbitros: Guilherme Locatelli Mārtiņš Kozlovskis Scott Paul Beker |  |

| 31 de agosto, 19:30 (UTC+8) | Filipinas                                                     | 62–108               | Italia                                                               | Foshán |  |
|                             | Parciales: 8–37, 16–25, 15–23, 23–23                          |                      |                                                                      | |  |
|                             | Estadísticas A. Blatche, J. Pérez 15 A. Blatche 10 J. Perez 3 | Reporte Pts Reb Asts | Estadísticas 17 A. Della Valle, L. Datome 8 A. Tessitori 5 L. Vitali | Pabellón: Centro Cultural y Deportivo Internacional Asistencia: 10 500 espectadores Árbitros: Steven Anderson Yohan Rosso Jung Yu |  |

| 2 de septiembre, 15:30 (UTC+8) | Italia                                                 | 92–61                | Angola                                              | Foshán |  |
|                                | Parciales: 25–11, 19–10, 26–21, 22–19                  |                      |                                                     | |  |
|                                | Estadísticas M. Belinelli 17 J. Brooks 11 D. Hackett 3 | Reporte Pts Reb Asts | Estadísticas 15 Y. Moreira 8 Y. Moreira 2 C. Morais | Pabellón: Centro Cultural y Deportivo Internacional Asistencia: 5000 espectadores Árbitros: Steven Anderson Mārtiņš Kozlovskis Yevgeniy Mikheyev |  |

| 2 de septiembre, 19:30 (UTC+8) | Serbia                                                     | 126–67               | Filipinas                                          | Foshán |  |
|                                | Parciales: 28–13, 34–22, 37–13, 27–19                      |                      |                                                    | |  |
|                                | Estadísticas N. Bjelica 20 N. Jokić 7 N. Jokić, V. Micić 7 | Reporte Pts Reb Asts | Estadísticas 16 J. Perez 6 J. Fajardo 6 A. Blatche | Pabellón: Centro Cultural y Deportivo Internacional Asistencia: 10 000 espectadores Árbitros: Guilherme Locatelli Jung Yu Yohan Rosso |  |

| 4 de septiembre, 15:30 (UTC+8) | Angola                                              | 84–81                | Filipinas                                            | Foshán |  |
|                                | Parciales: 21–20, 17–14, 18–12, 17–27 (T.E.: 11–8)  |                      |                                                      | |  |
|                                | Estadísticas V. Joaquim 20 Y. Moreira 15 L. Paulo 6 | Reporte Pts Reb Asts | Estadísticas 23 A. Blatche 12 A. Blatche 4 K. Ravena | Pabellón: Centro Cultural y Deportivo Internacional Asistencia: 5500 espectadores Árbitros: Guilherme Locatelli Yevgeniy Mikheyev Scott Paul Beker |  |

| 4 de septiembre, 19:30 (UTC+8) | Italia                                                     | 77–92                | Serbia                                                  | Foshán |  |
|                                | Parciales: 23–28, 19–22, 15–20, 20–22                      |                      |                                                         | |  |
|                                | Estadísticas D. Gallinari 26 D. Gallinari 8 M. Belinelli 4 | Reporte Pts Reb Asts | Estadísticas 31 B. Bogdanović 7 N. Bjelica 9 N. Bjelica | Pabellón: Centro Cultural y Deportivo Internacional Asistencia: 15 000 espectadores Árbitros: Steven Anderson Yohan Rosso Jung Yu |  |

#### Grupo E
| Pos. | Equipo          | Pts | PJ | PG | PP | PF  | PC  | Dif |
| ---- | --------------- | --- | -- | -- | -- | --- | --- | --- |
| 1.   | Estados Unidos  | 6   | 3  | 3  | 0  | 279 | 204 | 75  |
| 2.   | República Checa | 5   | 3  | 2  | 1  | 247 | 240 | 7   |
| 3.   | Turquía         | 4   | 3  | 1  | 2  | 254 | 251 | 3   |
| 4.   | Japón           | 3   | 3  | 0  | 3  | 188 | 273 | -85 |

|  | Clasificado a la segunda ronda.          |
|  | Clasificado a la ronda del 17.º al 32.º. |

| 1 de septiembre, 16:30 (UTC+8) | Turquía                                                | 86–67                | Japón                                                             | Shanghái |  |
|                                | Parciales: 28–12, 19–23, 20–14, 19–18                  |                      |                                                                   | |  |
|                                | Estadísticas E. Ilyasova 19 E. Ilyasova 10 D. Balbay 8 | Reporte Pts Reb Asts | Estadísticas 15 R. Hachimura, N. Fazekas 7 R. Hachimura 4 Y. Baba | Pabellón: Centro Deportivo Oriental Asistencia: 16 000 espectadores Árbitros: Aleksandar Glišić Ferdinand Pascual Andris Aunkrogers |  |

| 1 de septiembre, 20:30 (UTC+8) | República Checa                                            | 67–88                | Estados Unidos                                      | Shanghái |  |
|                                | Parciales: 14–17, 15–26, 19–23, 19–22                      |                      |                                                     | |  |
|                                | Estadísticas T. Satoranský 17 J. Bohačík 9 T. Satoranský 5 | Reporte Pts Reb Asts | Estadísticas 16 D. Mitchell 7 M. Turner 4 K. Walker | Pabellón: Centro Deportivo Oriental Asistencia: 17 800 espectadores Árbitros: Manuel Mazzoni Wojciech Liszka Zhu Duan |  |

| 3 de septiembre, 16:30 (UTC+8) | Japón                                                                   | 76–89                | República Checa                                                   | Shanghái |  |
|                                | Parciales: 18–18, 22–27, 15–19, 21–25                                   |                      |                                                                   | |  |
|                                | Estadísticas R. Hachimura 21 N. Fazekas 10 R. Shinoyama, R. Hachimura 4 | Reporte Pts Reb Asts | Estadísticas 22 B. Schilb, J. Bohačík 8 O. Balvín 7 T. Satoranský | Pabellón: Centro Deportivo Oriental Asistencia: 12 200 espectadores Árbitros: Manuel Mazzoni Andris Aunkrogers Kim Jong Kuk |  |

| 3 de septiembre, 20:30 (UTC+8) | Estados Unidos                                       | 93–92                | Turquía                                               | Shanghái |  |
|                                | Parciales: 26–21, 21–21, 18–19, 16–20 (T.E.: 12–11)  |                      |                                                       | |  |
|                                | Estadísticas K. Middleton 15 J. Tatum 11 K. Walker 7 | Reporte Pts Reb Asts | Estadísticas 23 E. Ilyasova 14 E. Ilyasova 4 C. Osman | Pabellón: Centro Deportivo Oriental Asistencia: 18 000 espectadores Árbitros: Aleksandar Glišić Ferdinand Pascual Wojciech Liszka |  |

| 5 de septiembre, 16:30 (UTC+8) | Turquía                                                                                          | 76–91                | República Checa                                        | Shanghái                                                                                          |  |
|                                | Parciales: 16–22, 19–21, 25–23, 16–25                                                            |                      |                                                        |                                                                                                   |  |
|                                | Estadísticas C. Osman 24 E. Ilyasova, S. Erden, F. Korkmaz 4 S. Wilbekin, D. Balbay, B. Tuncer 3 | Reporte Pts Reb Asts | Estadísticas 18 V. Hruban 11 O. Balvín 7 T. Satoranský | Pabellón: Centro Deportivo Oriental Árbitros: Aleksandar Glišić Ferdinand Pascual Wojciech Liszka |  |

| 5 de septiembre, 20:30 (UTC+8) | Estados Unidos                                   | 98–45                | Japón                                               | Shanghái                                                                                |  |
|                                | Parciales: 23–9, 33–14, 28–8, 14–14              |                      |                                                     |                                                                                         |  |
|                                | Estadísticas J. Brown 20 M. Turner 9 K. Walker 8 | Reporte Pts Reb Asts | Estadísticas 18 Y. Baba 6 K. Takeuchi 2 Y. Watanabe | Pabellón: Centro Deportivo Oriental Árbitros: Manuel Mazzoni Andris Aunkrogers Zhu Duan |  |

#### Grupo F
| Pos. | Equipo        | Pts | PJ | PG | PP | PF  | PC  | Dif |
| ---- | ------------- | --- | -- | -- | -- | --- | --- | --- |
| 1.   | Brasil        | 6   | 3  | 3  | 0  | 265 | 245 | 20  |
| 2.   | Grecia        | 5   | 3  | 2  | 1  | 266 | 236 | 30  |
| 3.   | Nueva Zelanda | 4   | 3  | 1  | 2  | 284 | 288 | -4  |
| 4.   | Montenegro    | 3   | 3  | 0  | 3  | 216 | 262 | -46 |

|  | Clasificado a la segunda ronda.          |
|  | Clasificado a la ronda del 17.º al 32.º. |

| 1 de septiembre, 16:00 (UTC+8) | Nueva Zelanda                                                        | 94–102               | Brasil                                            | Nankín |  |
|                                | Parciales: 20–21, 30–29, 12–28, 32–24                                |                      |                                                   | |  |
|                                | Estadísticas C. Webster 19 R. Loe, T. Webster 9 S. Ili, C. Webster 6 | Reporte Pts Reb Asts | Estadísticas 22 L. Barbosa 13 C. Felicio 6 R. Luz | Pabellón: Parque Deportivo Olímpico Juvenil Asistencia: 5800 espectadores Árbitros: Antonio Conde Leandro Lezcano Hwang Intae |  |

| 1 de septiembre, 20:00 (UTC+8) | Grecia                                                                        | 85–60                | Montenegro                                              | Nankín |  |
|                                | Parciales: 17–9, 25–7, 21–22, 22–22                                           |                      |                                                         | |  |
|                                | Estadísticas G. Printezis 16 G. Papagiannis, G. Antetokounmpo 8 N. Calathes 7 | Reporte Pts Reb Asts | Estadísticas 12 N. Vučević 5 B. Dubljević 5 N. Ivanović | Pabellón: Parque Deportivo Olímpico Juvenil Asistencia: 11 386 espectadores Árbitros: Roberto Vázquez Andrés Gastón Bartel Maina Sergiy Zashchuk |  |

| 3 de septiembre, 16:00 (UTC+8) | Montenegro                                                | 83–93                | Nueva Zelanda                                     | Nankín |  |
|                                | Parciales: 26–31, 18–22, 21–13, 18–27                     |                      |                                                   | |  |
|                                | Estadísticas N. Ivanović 18 B. Dubljević 12 N. Ivanović 7 | Reporte Pts Reb Asts | Estadísticas 25 C. Webster 7 I. Fotu 7 C. Webster | Pabellón: Parque Deportivo Olímpico Juvenil Asistencia: 3308 espectadores Árbitros: Roberto Vázquez Leandro Lezcano Michał Proc |  |

| 3 de septiembre, 20:00 (UTC+8) | Brasil                                                       | 79–78                | Grecia                                                   | Nankín |  |
|                                | Parciales: 15–19, 15–21, 26–13, 23–25                        |                      |                                                          | |  |
|                                | Estadísticas A. Varejão 22 B. Caboclo 10 R. Luz, A. García 6 | Reporte Pts Reb Asts | Estadísticas 20 G. Printezis 7 N. Calathes 11 K. Sloukas | Pabellón: Parque Deportivo Olímpico Juvenil Asistencia: 11 945 espectadores Árbitros: Antonio Conde Hwang Intae Sergiy Zashchuk |  |

| 5 de septiembre, 16:00 (UTC+8) | Brasil                                               | 84–73                | Montenegro                                                         | Nankín |  |
|                                | Parciales: 19–20, 24–18, 23–16, 18–19                |                      |                                                                    | |  |
|                                | Estadísticas M. Huertas 16 C. Felicio 8 M. Huertas 6 | Reporte Pts Reb Asts | Estadísticas 16 D. Needham 6 N. Vučević, D. Radončić 10 D. Needham | Pabellón: Parque Deportivo Olímpico Juvenil Árbitros: Antonio Conde Andrés Gastón Bartel Maina Michał Proc |  |

| 5 de septiembre, 20:00 (UTC+8) | Grecia                                                            | 103–97               | Nueva Zelanda                                                | Nankín                                                                                            |  |
|                                | Parciales: 28–19, 23–25, 20–22, 32–31                             |                      |                                                              |                                                                                                   |  |
|                                | Estadísticas G. Antetokounmpo 24 G. Antetokounmpo 10 K. Sloukas 7 | Reporte Pts Reb Asts | Estadísticas 31 C. Webster 6 T. Abercrombie, R. Loe 9 S. Ili | Pabellón: Parque Deportivo Olímpico Juvenil Árbitros: Roberto Vázquez Leandro Lezcano Hwang Intae |  |

#### Grupo G
| Pos. | Equipo               | Pts | PJ | PG | PP | PF  | PC  | Dif |
| ---- | -------------------- | --- | -- | -- | -- | --- | --- | --- |
| 1.   | Francia              | 6   | 3  | 3  | 0  | 271 | 194 | 77  |
| 2.   | República Dominicana | 5   | 3  | 2  | 1  | 206 | 234 | -28 |
| 3.   | Alemania             | 4   | 3  | 1  | 2  | 238 | 210 | 28  |
| 4.   | Jordania             | 3   | 3  | 0  | 3  | 202 | 279 | -77 |

|  | Clasificado a la segunda ronda.          |
|  | Clasificado a la ronda del 17.º al 32.º. |

| 1 de septiembre, 16:30 (UTC+8) | República Dominicana                           | 80–76                | Jordania                                                             | Shenzhen |  |
|                                | Parciales: 22–17, 25–19, 14–17, 19–23          |                      |                                                                      | |  |
|                                | Estadísticas V. Liz 15 E. Vargas 7 G. Solano 7 | Reporte Pts Reb Asts | Estadísticas 34 A. Düverioğlu 10 A. Düverioğlu 4 D. Tucker, Z. Abbas | Pabellón: Centro de Deportes de la Bahía de Shenzhen Asistencia: 6286 espectadores Árbitros: Tolga Sahin Julio César Anaya Freile Kingsley Ojeaburu |  |

| 1 de septiembre, 20:30 (UTC+8) | Francia                                                | 78–74                | Alemania                                              | Shenzhen |  |
|                                | Parciales: 16–4, 20–16, 23–30, 19–24                   |                      |                                                       | |  |
|                                | Estadísticas E. Fournier 26 E. Fournier 10 A. Albicy 5 | Reporte Pts Reb Asts | Estadísticas 25 J. Voigtmann 8 D. Theis 8 D. Schröder | Pabellón: Centro de Deportes de la Bahía de Shenzhen Asistencia: 10 438 espectadores Árbitros: Juan Fernández Luis Castillo Daniel Alberto García Nieves |  |

| 3 de septiembre, 16:30 (UTC+8) | Alemania                                             | 68–70                | República Dominicana                                                         | Shenzhen |  |
|                                | Parciales: 21–16, 18–21, 13–18, 16–15                |                      |                                                                              | |  |
|                                | Estadísticas D. Schröder 20 D. Theis 8 D. Schröder 7 | Reporte Pts Reb Asts | Estadísticas 17 V. Liz 5 V. Liz, S. Rojas, E. Vargas, G. Solano 11 G. Solano | Pabellón: Centro de Deportes de la Bahía de Shenzhen Asistencia: 4332 espectadores Árbitros: Tolga Sahin Julio César Anaya Freile Luis Castillo |  |

| 3 de septiembre, 20:30 (UTC+8) | Jordania                                                         | 64–103               | Francia                                              | Shenzhen |  |
|                                | Parciales: 18–25, 15–25, 17–28, 14–25                            |                      |                                                      | |  |
|                                | Estadísticas D. Tucker 20 Z. Abbas, A. Düverioğlu 7 F. Ibrahim 4 | Reporte Pts Reb Asts | Estadísticas 19 N. De Colo 13 R. Gobert 8 N. De Colo | Pabellón: Centro de Deportes de la Bahía de Shenzhen Asistencia: 7489 espectadores Árbitros: Juan Fernández Daniel Alberto García Nieves Felipe Ibarra |  |

| 5 de septiembre, 16:30 (UTC+8) | Alemania                                                          | 96–62                | Jordania                                                            | Shenzhen |  |
|                                | Parciales: 28–17, 20–19, 18–13, 30–13                             |                      |                                                                     | |  |
|                                | Estadísticas M. Kleber 18 R. Benzing, D. Barthel 5 D. Schröder 11 | Reporte Pts Reb Asts | Estadísticas 17 A. Düverioğlu 8 A. Düverioğlu 3 M. Abdeen, Z. Abbas | Pabellón: Centro de Deportes de la Bahía de Shenzhen Árbitros: Juan Fernández Daniel Alberto García Nieves Kingsley Ojeaburu |  |

| 5 de septiembre, 20:30 (UTC+8) | República Dominicana                                      | 56–90                | Francia                                                          | Shenzhen                                                                                               |  |
|                                | Parciales: 8–18, 13–25, 19–25, 16–22                      |                      |                                                                  | |  |
|                                | Estadísticas V. Liz 12 E. Vargas, R. Roberts 6 R. Ramón 3 | Reporte Pts Reb Asts | Estadísticas 15 N. De Colo 8 V. Poirier, R. Gobert 5 E. Fournier | Pabellón: Centro de Deportes de la Bahía de Shenzhen Árbitros: Tolga Sahin Luis Castillo Felipe Ibarra |  |

#### Grupo H
| Pos. | Equipo    | Pts | PJ | PG | PP | PF  | PC  | Dif |
| ---- | --------- | --- | -- | -- | -- | --- | --- | --- |
| 1.   | Australia | 6   | 3  | 3  | 0  | 276 | 242 | 34  |
| 2.   | Lituania  | 5   | 3  | 2  | 1  | 275 | 203 | 72  |
| 3.   | Canadá    | 4   | 3  | 1  | 2  | 243 | 260 | -17 |
| 4.   | Senegal   | 3   | 3  | 0  | 3  | 175 | 264 | -89 |

|  | Clasificado a la segunda ronda.          |
|  | Clasificado a la ronda del 17.º al 32.º. |

| 1 de septiembre, 15:30 (UTC+8) | Canadá                                         | 92–108               | Australia                                             | Dongguan |  |
|                                | Parciales: 20–29, 20–23, 37–24, 15–32          |                      |                                                       | |  |
|                                | Estadísticas K. Birch 18 M. Ejim 7 K. Pangos 8 | Reporte Pts Reb Asts | Estadísticas 24 M. Dellavedova 9 A. Bogut 9 J. Ingles | Pabellón: Dongguan Arena Asistencia: 9930 espectadores Árbitros: Jorge Vázquez Alexis Mercado Pacheco Gentian Cici |  |

| 1 de septiembre, 19:30 (UTC+8) | Senegal                                                        | 47–101               | Lituania                                                                                  | Dongguan |  |
|                                | Parciales: 10–27, 11–21, 12–29, 14–24                          |                      |                                                                                           | |  |
|                                | Estadísticas M. Ndour, I. Faye, B. Touré 8 M. Faye 5 M. Faye 4 | Reporte Pts Reb Asts | Estadísticas 13 M. Kalnietis, D. Sabonis, J. Valančiūnas 11 J. Valančiūnas 8 M. Kalnietis | Pabellón: Dongguan Arena Asistencia: 7008 espectadores Árbitros: Saverio Lanzarini Leonardo Damián Zalazar Martin Horozov |  |

| 3 de septiembre, 15:30 (UTC+8) | Australia                                         | 81–68                | Senegal                                                 | Dongguan |  |
|                                | Parciales: 18–16, 18–17, 24–17, 21–18             |                      |                                                         | |  |
|                                | Estadísticas P. Mills 22 J. Ingles 10 J. Ingles 9 | Reporte Pts Reb Asts | Estadísticas 14 X. D'Almeida 10 Y. Ndoye 4 X. D'Almeida | Pabellón: Dongguan Arena Asistencia: 3700 espectadores Árbitros: Jorge Vázquez Leonardo Damián Zalazar Carlos Andrés Peralta Ortega |  |

| 3 de septiembre, 19:30 (UTC+8) | Lituania                                                | 92–69                | Canadá                                                                  | Dongguan |  |
|                                | Parciales: 24–14, 22–22, 24–18, 22–15                   |                      |                                                                         | |  |
|                                | Estadísticas E. Ulanovas 15 D. Sabonis 8 M. Kalnietis 5 | Reporte Pts Reb Asts | Estadísticas 24 K. Wiltjer 4 C. Joseph, P. Scrubb, K. Birch 8 K. Pangos | Pabellón: Dongguan Arena Asistencia: 6801 espectadores Árbitros: Saverio Lanzarini Gentian Cici Martin Horozov |  |

| 5 de septiembre, 15:30 (UTC+8) | Canadá                                            | 82–60                | Senegal                                            | Dongguan                                                                                         |  |
|                                | Parciales: 11–22, 22–10, 26–14, 23–14             |                      |                                                    |                                                                                                  |  |
|                                | Estadísticas C. Joseph 24 K. Birch 10 K. Pangos 5 | Reporte Pts Reb Asts | Estadísticas 14 M. Faye 12 M. Ndour 7 X. D'Almeida | Pabellón: Dongguan Arena Árbitros: Saverio Lanzarini Martin Horozov Carlos Andrés Peralta Ortega |  |

| 5 de septiembre, 19:30 (UTC+8) | Lituania                                                  | 82–87                | Australia                                         | Dongguan                                                                                        |  |
|                                | Parciales: 19–27, 22–25, 19–16, 22–19                     |                      |                                                   |                                                                                                 |  |
|                                | Estadísticas M. Grigonis 19 J. Valančiūnas 7 D. Sabonis 4 | Reporte Pts Reb Asts | Estadísticas 23 P. Mills 13 A. Baynes 8 J. Ingles | Pabellón: Dongguan Arena Árbitros: Jorge Vázquez Leonardo Damián Zalazar Alexis Mercado Pacheco |  |

### Segunda ronda

#### Grupo I
| Pos. | Equipo    | Pts | PJ | PG | PP | PF  | PC  | Dif |
| ---- | --------- | --- | -- | -- | -- | --- | --- | --- |
| 1.   | Argentina | 10  | 5  | 5  | 0  | 436 | 343 | 93  |
| 2.   | Polonia   | 9   | 5  | 4  | 1  | 383 | 373 | 10  |
| 3.   | Rusia     | 8   | 5  | 3  | 2  | 373 | 358 | 15  |
| 4.   | Venezuela | 7   | 5  | 2  | 3  | 355 | 366 | -11 |

|  | Clasificado a la segunda fase, fase de eliminatorias. |
|  | Eliminado de la competición.                          |

| 6 de septiembre, 16:00 (UTC+8) | Polonia                                                 | 79–74                | Rusia                                                                     | Foshán                                                                                             |  |
|                                | Parciales: 16–22, 18-18, 19–17, 26–17                   |                      |                                                                           | |  |
|                                | Estadísticas A. Waczyński 18 M. Ponitka 9 Ł. Koszarek 4 | Reporte Pts Reb Asts | Estadísticas 21 M. Kulaguin 10 A. Vorontsévich 4 N. Kurbanov, S. Karasiov | Pabellón: Centro Cultural y Deportivo Internacional Árbitros: Ademir Zurapović Jung Yu Takaki Kato |  |

| 6 de septiembre, 20:00 (UTC+8) | Argentina                                        | 87–67                | Venezuela                                              | Foshán |  |
|                                | Parciales: 17–12, 21–13, 25–22, 24–20            |                      |                                                        | |  |
|                                | Estadísticas G. Deck 25 L. Scola 6 F. Campazzo 9 | Reporte Pts Reb Asts | Estadísticas 19 M. Carrera 7 N. Colmenares 5 G. Vargas | Pabellón: Centro Cultural y Deportivo Internacional Árbitros: Yohan Rosso Matthew Albert Myers Yevgeniy Mikheyev |  |

| 8 de septiembre, 16:00 (UTC+8) | Venezuela                                              | 60–69                | Rusia                                                               | Foshán                                                                                       |  |
|                                | Parciales: 10–13, 17–14, 15–21, 18–21                  |                      |                                                                     |                                                                                              |  |
|                                | Estadísticas M. Carrera 19 M. Carrera 10 H. Guillent 5 | Reporte Pts Reb Asts | Estadísticas 17 A. Vorontsévich 9 A. Vorontsévich 5 A. Vorontsévich | Pabellón: Centro Cultural y Deportivo Internacional Árbitros: Yohan Rosso Takaki Kato Nan Ye |  |

| 8 de septiembre, 20:00 (UTC+8) | Polonia                                                      | 65–91                | Argentina                                                           | Foshán |  |
|                                | Parciales: 14–20, 13–22, 14–28, 24–21                        |                      |                                                                     | |  |
|                                | Estadísticas A. J. Slaughter 16 A. Hrycaniuk 6 Ł. Koszarek 5 | Reporte Pts Reb Asts | Estadísticas 21 L. Scola 6 M. Fjellerup, L. Scola 7 N. Laprovittola | Pabellón: Centro Cultural y Deportivo Internacional Árbitros: Ademir Zurapović Matthew Albert Myers Jung Yu |  |

#### Grupo J
| Pos. | Equipo      | Pts | PJ | PG | PP | PF  | PC  | Dif |
| ---- | ----------- | --- | -- | -- | -- | --- | --- | --- |
| 1.   | España      | 10  | 5  | 5  | 0  | 395 | 319 | 76  |
| 2.   | Serbia      | 9   | 5  | 4  | 1  | 482 | 331 | 151 |
| 3.   | Italia      | 8   | 5  | 3  | 2  | 431 | 371 | 60  |
| 4.   | Puerto Rico | 7   | 5  | 2  | 3  | 349 | 402 | -53 |

|  | Clasificado a la segunda fase, fase de eliminatorias. |
|  | Eliminado de la competición.                          |

| 6 de septiembre, 16:30 (UTC+8) | Serbia                                            | 90–47                | Puerto Rico                                                          | Wuhan                                                                                    |  |
|                                | Parciales: 23–14, 26–12, 22–13, 19–8              |                      |                                                                      |                                                                                          |  |
|                                | Estadísticas N. Bjelica 18 N. Jokić 10 S. Jović 9 | Reporte Pts Reb Asts | Estadísticas 11 D. Huertas 5 D. Collier, A. Rodríguez 4 A. Rodríguez | Pabellón: Gimnasio Wuhan Árbitros: Cristiano Maranho Mārtiņš Kozlovskis Zdenko Tomašovič |  |

| 6 de septiembre, 20:30 (UTC+8) | España                                                    | 67–60                | Italia                                                   | Wuhan |  |
|                                | Parciales: 18–18, 12–13, 20–17, 17–12                     |                      |                                                          | |  |
|                                | Estadísticas J. Hernangómez 16 V. Claver 9 R. Fernández 5 | Reporte Pts Reb Asts | Estadísticas 15 D. Gallinari 8 D. Hackett 4 M. Belinelli | Pabellón: Gimnasio Wuhan Asistencia: 2849 espectadores Árbitros: Steven Anderson Guilherme Locatelli Omar Bermúdez Mariscal |  |

| 8 de septiembre, 16:30 (UTC+8) | Puerto Rico                                             | 89–94                | Italia                                                 | Wuhan |  |
|                                | Parciales: 24–13, 22–13, 18–24, 19–33 (T.E.: 6–11)      |                      |                                                        | |  |
|                                | Estadísticas R. Balkman 14 R. Clemente 9 A. Rodríguez 5 | Reporte Pts Reb Asts | Estadísticas 27 M. Belinelli 8 A. Abass 5 D. Gallinari | Pabellón: Gimnasio Wuhan Asistencia: 4264 espectadores Árbitros: Guilherme Locatelli Zdenko Tomašovič Mārtiņš Kozlovskis |  |

| 8 de septiembre, 20:30 (UTC+8) | España                                          | 81–69                | Serbia                                                         | Wuhan                                                                                       |  |
|                                | Parciales: 13–20, 32–17, 22–19, 14–13           |                      |                                                                |                                                                                             |  |
|                                | Estadísticas R. Rubio 19 V. Claver 7 M. Gasol 6 | Reporte Pts Reb Asts | Estadísticas 26 B. Bogdanović 10 B. Bogdanović 6 B. Bogdanović | Pabellón: Gimnasio Wuhan Árbitros: Cristiano Maranho Steven Anderson Omar Bermúdez Mariscal |  |

#### Grupo K
| Pos. | Equipo          | Pts | PJ | PG | PP | PF  | PC  | Dif |
| ---- | --------------- | --- | -- | -- | -- | --- | --- | --- |
| 1.   | Estados Unidos  | 10  | 5  | 5  | 0  | 437 | 330 | 107 |
| 2.   | República Checa | 8   | 5  | 3  | 2  | 417 | 395 | 22  |
| 3.   | Grecia          | 8   | 5  | 3  | 2  | 403 | 382 | 21  |
| 4.   | Brasil          | 8   | 5  | 3  | 2  | 409 | 427 | -18 |

|  | Clasificado a la segunda fase, fase de eliminatorias. |
|  | Eliminado de la competición.                          |

| 7 de septiembre, 16:30 (UTC+8) | Brasil                                              | 71–93                | República Checa                                            | Shenzhen |  |
|                                | Parciales: 16–20, 16–25, 14–20, 25–28               |                      |                                                            | |  |
|                                | Estadísticas V. Benite 12 A. Varejão 5 M. Huertas 6 | Reporte Pts Reb Asts | Estadísticas 20 T. Satoranský 11 O. Balvín 9 T. Satoranský | Pabellón: Centro de Deportes de la Bahía de Shenzhen Árbitros: Saverio Lanzarini Julio César Anaya Freile Andris Aunkrogers |  |

| 7 de septiembre, 20:30 (UTC+8) | Estados Unidos                                   | 69–53                | Grecia                                                             | Shenzhen |  |
|                                | Parciales: 19–17, 19–8, 16–12, 15–16             |                      |                                                                    | |  |
|                                | Estadísticas K. Walker 15 J. Brown 9 K. Walker 6 | Reporte Pts Reb Asts | Estadísticas 15 G. Antetokounmpo 13 G. Antetokounmpo 5 N. Calathes | Pabellón: Centro de Deportes de la Bahía de Shenzhen Árbitros: Aleksandar Glišić Ferdinand Pascual Wojciech Liszka |  |

| 9 de septiembre, 16:30 (UTC+8) | República Checa                                        | 77–84                | Grecia                                                       | Shenzhen |  |
|                                | Parciales: 12–18, 21–14, 16–25, 28–27                  |                      |                                                              | |  |
|                                | Estadísticas J. Bohačík 25 O. Balvín 9 T. Satoranský 9 | Reporte Pts Reb Asts | Estadísticas 27 N. Calathes 9 G. Antetokounmpo 6 N. Calathes | Pabellón: Centro de Deportes de la Bahía de Shenzhen Árbitros: Aleksandar Glišić Andris Aunkrogers Wojciech Liszka |  |

| 9 de septiembre, 20:30 (UTC+8) | Estados Unidos                                                 | 89–73                | Brasil                                              | Shenzhen |  |
|                                | Parciales: 21–18, 22–21, 24–17, 22–17                          |                      |                                                     | |  |
|                                | Estadísticas M. Turner, K. Walker 16 M. Turner 8 D. Mitchell 7 | Reporte Pts Reb Asts | Estadísticas 21 V. Benite 8 A. Varejão 5 M. Huertas | Pabellón: Centro de Deportes de la Bahía de Shenzhen Árbitros: Saverio Lanzarini Ferdinand Pascual Julio César Anaya Freile |  |

#### Grupo L
| Pos. | Equipo               | Pts | PJ | PG | PP | PF  | PC  | Dif |
| ---- | -------------------- | --- | -- | -- | -- | --- | --- | --- |
| 1.   | Australia            | 10  | 5  | 5  | 0  | 458 | 416 | 42  |
| 2.   | Francia              | 9   | 5  | 4  | 1  | 447 | 369 | 78  |
| 3.   | Lituania             | 8   | 5  | 3  | 2  | 424 | 336 | 88  |
| 4.   | República Dominicana | 7   | 5  | 2  | 3  | 337 | 390 | -53 |

|  | Clasificado a la segunda fase, fase de eliminatorias. |
|  | Eliminado de la competición.                          |

| 7 de septiembre, 16:00 (UTC+8) | Australia                                              | 82–76                | República Dominicana                              | Nankín                                                                                         |  |
|                                | Parciales: 24–19, 16–19, 17–14, 25–24                  |                      |                                                   |                                                                                                |  |
|                                | Estadísticas P. Mills 19 A. Bogut, N. Kay 8 P. Mills 9 | Reporte Pts Reb Asts | Estadísticas 16 E. Vargas 7 E. Vargas 9 G. Solano | Pabellón: Parque Deportivo Olímpico Juvenil Árbitros: Tolga Sahin Juan Fernández Luis Castillo |  |

| 7 de septiembre, 20:00 (UTC+8) | Francia                                                         | 78–75                | Lituania                                                     | Nankín |  |
|                                | Parciales: 26–14, 24–26, 15–14, 13–21                           |                      |                                                              | |  |
|                                | Estadísticas E. Fournier 24 R. Gobert 8 A. Albicy, N. De Colo 4 | Reporte Pts Reb Asts | Estadísticas 18 J. Valančiūnas 8 J. Valančiūnas 4 D. Sabonis | Pabellón: Parque Deportivo Olímpico Juvenil Árbitros: Antonio Conde Daniel Alberto García Nieves Leandro Lezcano |  |

| 9 de septiembre, 16:00 (UTC+8) | República Dominicana                              | 55–74                | Lituania                                                                       | Nankín                                                                                               |  |
|                                | Parciales: 14–19, 10–19, 15–14, 16–22             |                      |                                                                                | |  |
|                                | Estadísticas R. Mendoza 14 S. Rojas 6 G. Solano 6 | Reporte Pts Reb Asts | Estadísticas 19 J. Valančiūnas, L. Lekavičius 10 J. Valančiūnas 8 M. Kalnietis | Pabellón: Parque Deportivo Olímpico Juvenil Árbitros: Steven Anderson Mārtiņš Kozlovskis Hwang Intae |  |

| 9 de septiembre, 20:00 (UTC+8) | Francia                                               | 98–100               | Australia                                            | Nankín                                                                                         |  |
|                                | Parciales: 24–23, 22–23, 29–25, 23–29                 |                      |                                                      |                                                                                                |  |
|                                | Estadísticas E. Fournier 31 E. Fournier 6 R. Gobert 6 | Reporte Pts Reb Asts | Estadísticas 30 P. Mills 6 A. Bogut 9 M. Dellavedova | Pabellón: Parque Deportivo Olímpico Juvenil Árbitros: Tolga Sahin Juan Fernández Luis Castillo |  |

### Ronda de clasificación por los puestos 17.º al 32.º

#### Grupo M
| Pos. | Equipo          | Pts | PJ | PG | PP | PF  | PC  | Dif |
| ---- | --------------- | --- | -- | -- | -- | --- | --- | --- |
| 1.   | Nigeria         | 8   | 5  | 3  | 2  | 435 | 381 | 54  |
| 2.   | China           | 7   | 5  | 2  | 3  | 355 | 365 | -10 |
| 3.   | Corea del Sur   | 6   | 5  | 1  | 4  | 361 | 438 | -77 |
| 4.   | Costa de Marfil | 5   | 5  | 0  | 5  | 326 | 400 | -74 |

|  | Eliminado, deja de participar. |

| 6 de septiembre, 16:00 (UTC+8) | Nigeria                                           | 83–66                | Costa de Marfil                                       | Cantón |  |
|                                | Parciales: 24–18, 13–17, 26–11, 20–20             |                      |                                                       | |  |
|                                | Estadísticas G. Vincent 15 I. Diogu 9 J. Okogie 5 | Reporte Pts Reb Asts | Estadísticas 19 D. Thompson 9 D. Thompson 5 V. Fofana | Pabellón: Estadio Cubierto de Cantón Árbitros: Georgios Poursanidis Krishna Joaquín Domínguez Viveros Markos Michaelides |  |

| 6 de septiembre, 20:00 (UTC+8) | China                                                | 77–73                | Corea del Sur                                                      | Cantón                                                                                               |  |
|                                | Parciales: 19–18, 16–14, 19–20, 23–21                |                      |                                                                    | |  |
|                                | Estadísticas Z. Rui, G. Ailun 16 Z. Qi 14 G. Ailun 5 | Reporte Pts Reb Asts | Estadísticas 21 R. Gun-ah 12 R. Gun-ah 4 P. Chan-hee, K. Sun-hyung | Pabellón: Estadio Cubierto de Cantón Árbitros: Michael Weiland Carsten Straube James Alexander Boyer |  |

| 8 de septiembre, 16:00 (UTC+8) | Costa de Marfil                               | 71–80                | Corea del Sur                                        | Cantón |  |
|                                | Parciales: 14–18, 16–32, 17–16, 24–14         |                      |                                                      | |  |
|                                | Estadísticas C. Abouo 15 V. Fofana 7 G. Edi 4 | Reporte Pts Reb Asts | Estadísticas 26 R. Gun-ah 16 R. Gun-ah 6 P. Chan-hee | Pabellón: Estadio Cubierto de Cantón Árbitros: Krishna Joaquín Domínguez Viveros James Alexander Boyer Arnaud Kom Njilo |  |

| 8 de septiembre, 20:00 (UTC+8) | China                                                | 73–86                | Nigeria                                         | Cantón                                                                                              |  |
|                                | Parciales: 21–19, 10–16, 20–25, 22–26                |                      |                                                 | |  |
|                                | Estadísticas Y. Jianlian 27 W. Zhelin 7 S. Minghui 9 | Reporte Pts Reb Asts | Estadísticas 19 J. Okogie 8 A. Aminu 6 A. Aminu | Pabellón: Estadio Cubierto de Cantón Árbitros: Michael Weiland Georgios Poursanidis Carsten Straube |  |

#### Grupo N
| Pos. | Equipo    | Pts | PJ | PG | PP | PF  | PC  | Dif  |
| ---- | --------- | --- | -- | -- | -- | --- | --- | ---- |
| 1.   | Túnez     | 8   | 5  | 3  | 2  | 377 | 386 | -9   |
| 2.   | Irán      | 7   | 5  | 2  | 3  | 379 | 372 | 7    |
| 3.   | Angola    | 6   | 5  | 1  | 4  | 350 | 435 | -85  |
| 4.   | Filipinas | 5   | 5  | 0  | 5  | 352 | 499 | -147 |

|  | Eliminado, deja de participar. |

| 6 de septiembre, 16:00 (UTC+8) | Angola                                                    | 62–71                | Irán                                                              | Pekín                                                                              |  |
|                                | Parciales: 17–19, 12–9, 16–20, 17–23                      |                      |                                                                   |                                                                                    |  |
|                                | Estadísticas C. Morais 17 Y. Moreira 7 Cuatro jugadores 2 | Reporte Pts Reb Asts | Estadísticas 21 M. Nik Khahbahrami 7 A. Geramipoor 4 B. Yakhchali | Pabellón: Wukesong Arena Árbitros: Yener Yılmaz Scott Paul Beker Nicolás Fernandes |  |

| 6 de septiembre, 20:00 (UTC+8) | Túnez                                          | 86–67                | Filipinas                                                  | Pekín                                                                              |  |
|                                | Parciales: 27–10, 19–14, 21–15, 19–28          |                      |                                                            |                                                                                    |  |
|                                | Estadísticas O. Abada 16 S. Mejri 12 M. Roll 4 | Reporte Pts Reb Asts | Estadísticas 24 A. Blatche 11 A. Blatche 2 Cinco jugadores | Pabellón: Wukesong Arena Árbitros: Matthew Leigh Kallio Boris Krejić Harja Jaladri |  |

| 8 de septiembre, 16:00 (UTC+8) | Túnez                                                                 | 86–84                | Angola                                                | Pekín                                                                      |  |
|                                | Parciales: 31–20, 21–17, 15–28, 19–19                                 |                      |                                                       |                                                                            |  |
|                                | Estadísticas M. Roll 21 M. Ben Romdhane, S. Mejri 8 M. Ben Romdhane 7 | Reporte Pts Reb Asts | Estadísticas 21 Y. Moreira 9 Y. Moreira 6 G. Domingos | Pabellón: Wukesong Arena Árbitros: Yener Yılmaz Boris Krejić Harja Jaladri |  |

| 8 de septiembre, 20:00 (UTC+8) | Irán                                                                | 95–75                | Filipinas                                           | Pekín                                                                                      |  |
|                                | Parciales: 30–24, 18–10, 27–16, 20–25                               |                      |                                                     |                                                                                            |  |
|                                | Estadísticas H. Haddadi 19 H. Haddadi 7 B. Yakhchali, M. Jamshidi 5 | Reporte Pts Reb Asts | Estadísticas 15 R. Bolick 5 A. Blatche 5 A. Blatche | Pabellón: Wukesong Arena Árbitros: Matthew Leigh Kallio Scott Paul Beker Nicolas Fernandes |  |

#### Grupo O
| Pos. | Equipo        | Pts | PJ | PG | PP | PF  | PC  | Dif  |
| ---- | ------------- | --- | -- | -- | -- | --- | --- | ---- |
| 1.   | Nueva Zelanda | 8   | 5  | 3  | 2  | 497 | 470 | 27   |
| 2.   | Turquía       | 7   | 5  | 2  | 3  | 434 | 427 | 7    |
| 3.   | Montenegro    | 6   | 5  | 1  | 4  | 370 | 406 | -36  |
| 4.   | Japón         | 5   | 5  | 0  | 5  | 334 | 464 | -130 |

|  | Eliminado, deja de participar. |

| 7 de septiembre, 15:30 (UTC+8) | Nueva Zelanda                                      | 111–81               | Japón                                               | Dongguan                                                                          |  |
|                                | Parciales: 29–29, 26–10, 27–22, 29–20              |                      |                                                     |                                                                                   |  |
|                                | Estadísticas C. Webster 27 I. Fotu 10 T. Webster 9 | Reporte Pts Reb Asts | Estadísticas 31 N. Fazekas 9 N. Fazekas 5 D. Tanaka | Pabellón: Dongguan Arena Árbitros: Sergiy Zashchuk Kim Jong Kuk Kingsley Ojeaburu |  |

| 7 de septiembre, 19:30 (UTC+8) | Turquía                                             | 79–74                | Montenegro                                                         | Dongguan                                                                                  |  |
|                                | Parciales: 16–26, 16–11, 17–21, 30–16               |                      |                                                                    |                                                                                           |  |
|                                | Estadísticas C. Osman 19 M. Birsen 8 S. Wilbekin 13 | Reporte Pts Reb Asts | Estadísticas 20 N. Vučević 8 B. Dubljević 5 P. Popović, N. Vučević | Pabellón: Dongguan Arena Árbitros: Roberto Vázquez Andrés Gastón Bartel Maina Michał Proc |  |

| 9 de septiembre, 15:30 (UTC+8) | Japón                                               | 65–80                | Montenegro                                                       | Dongguan                                                                    |  |
|                                | Parciales: 16–26, 17–14, 18–21, 14–19               |                      |                                                                  |                                                                             |  |
|                                | Estadísticas Y. Watanabe 34 Y. Watanabe 9 Y. Baba 5 | Reporte Pts Reb Asts | Estadísticas 18 N. Vučević 7 N. Vučević, M. Bjelica 8 D. Needham | Pabellón: Dongguan Arena Árbitros: Sergiy Zashchuk Michał Proc Kim Jong Kuk |  |

| 9 de septiembre, 19:30 (UTC+8) | Turquía                                                      | 101–102              | Nueva Zelanda                                            | Dongguan                                                                               |  |
|                                | Parciales: 31–26, 22–24, 24–24, 24–28                        |                      |                                                          |                                                                                        |  |
|                                | Estadísticas C. Osman 32 M. Birsen, C. Osman 6 S. Wilbekin 7 | Reporte Pts Reb Asts | Estadísticas 17 R. Loe, I. Fotu 7 F. Delany 5 C. Webster | Pabellón: Dongguan Arena Árbitros: Roberto Vázquez Andrés Gastón Bartel Maina Zhu Duan |  |

#### Grupo P
| Pos. | Equipo   | Pts | PJ | PG | PP | PF  | PC  | Dif  |
| ---- | -------- | --- | -- | -- | -- | --- | --- | ---- |
| 1.   | Alemania | 8   | 5  | 3  | 2  | 409 | 364 | 45   |
| 2.   | Canadá   | 7   | 5  | 2  | 3  | 445 | 413 | 32   |
| 3.   | Jordania | 6   | 5  | 1  | 4  | 352 | 482 | -130 |
| 4.   | Senegal  | 5   | 5  | 0  | 5  | 330 | 432 | -102 |

|  | Eliminado, deja de participar. |

| 7 de septiembre, 16:00 (UTC+8) | Canadá                                                        | 126–71               | Jordania                                              | Shanghái                                                                                 |  |
|                                | Parciales: 31–13, 32–22, 36–15, 27–21                         |                      |                                                       |                                                                                          |  |
|                                | Estadísticas K. Wiltjer 29 O. Klassen, K. Birch 7 C. Joseph 8 | Reporte Pts Reb Asts | Estadísticas 13 D. Tucker 6 Y. Abuwazaneh 4 M. Abdeen | Pabellón: Centro Deportivo Oriental Árbitros: Jorge Vázquez Martin Horozov Felipe Ibarra |  |

| 7 de septiembre, 20:00 (UTC+8) | Alemania                                                  | 89–78                | Senegal                                                    | Shanghái                                                                                               |  |
|                                | Parciales: 14–11, 22–26, 30–23, 23–18                     |                      |                                                            | |  |
|                                | Estadísticas D. Schröder 24 J. Voigtmann 9 D. Schröder 12 | Reporte Pts Reb Asts | Estadísticas 17 I. Faye, M. Ndour 7 I. Faye 6 X. D'Almeida | Pabellón: Centro Deportivo Oriental Árbitros: Manuel Mazzoni Gentian Cici Carlos Andrés Peralta Ortega |  |

| 9 de septiembre, 16:00 (UTC+8) | Jordania                                            | 79–77                | Senegal                                             | Shanghái |  |
|                                | Parciales: 22–16, 13–20, 20–20, 24–21               |                      |                                                     | |  |
|                                | Estadísticas D. Tucker 34 D. Tucker 11 F. Ibrahim 9 | Reporte Pts Reb Asts | Estadísticas 22 Y. Ndoye 11 Y. Ndoye 7 X. D'Almeida | Pabellón: Centro Deportivo Oriental Árbitros: Manuel Mazzoni Alexis Mercado Pacheco Carlos Andrés Peralta Ortega |  |

| 9 de septiembre, 20:00 (UTC+8) | Alemania                                                 | 82–76                | Canadá                                            | Shanghái                                                                                |  |
|                                | Parciales: 17–12, 19–21, 20–23, 26–20                    |                      |                                                   |                                                                                         |  |
|                                | Estadísticas D. Schröder 21 D. Schröder 10 D. Schröder 9 | Reporte Pts Reb Asts | Estadísticas 18 K. Wiltjer 9 K. Birch 6 C. Joseph | Pabellón: Centro Deportivo Oriental Árbitros: Jorge Vázquez Gentian Cici Martin Horozov |  |

## Fase final: eliminatorias

### Cuadro
|  | Partido 5.° puesto | Partido 5.° puesto |                  |        | Semifinales 5.°-8.° | Semifinales 5.°-8.° |                  |                  | Cuartos de final | Cuartos de final |        |           | Semifinales           | Semifinales           |  |  | Final            | Final            |
|  |                    |                    |                  |        |                     |                     |                  |                  |                  |                  |        |           |                       |                       |  |  |                  |                  |
|  |                    |                    |                  |        |                     |                     |                  |                  | 10 de septiembre |                  |        |           |                       |                       |  |  |                  |                  |
|  |                    |                    |                  |        |                     |                     |                  |                  |                  |                  |        |           |                       |                       |  |  |                  |                  |
|  | 14 de septiembre   | 14 de septiembre   |                  |        | 12 de septiembre    | 12 de septiembre    |                  |                  | Argentina        | 97               |        |           | 13 de septiembre      | 13 de septiembre      |  |  | 15 de septiembre | 15 de septiembre |
|  | 14 de septiembre   | 14 de septiembre   |                  |        | 12 de septiembre    | 12 de septiembre    |                  |                  | Argentina        | 97               |        |           | 13 de septiembre      | 13 de septiembre      |  |  | 15 de septiembre | 15 de septiembre |
|  | 14 de septiembre   | 14 de septiembre   |                  |        | 12 de septiembre    | 12 de septiembre    | Serbia           | 87               |                  |                  |        |           | 13 de septiembre      | 13 de septiembre      |  |  | 15 de septiembre | 15 de septiembre |
|  | 14 de septiembre   | 14 de septiembre   |                  | Serbia | 94                  |                     | Serbia           | 87               |                  |                  |        | Argentina | 80                    |                       |  |  | 15 de septiembre | 15 de septiembre |
|  | 14 de septiembre   | 14 de septiembre   | 11 de septiembre | Serbia | 94                  |                     |                  |                  |                  |                  |        | Argentina | 80                    |                       |  |  | 15 de septiembre | 15 de septiembre |
|  | 14 de septiembre   | 14 de septiembre   |                  |        | Estados Unidos      | 89                  |                  |                  | Francia          | 66               |        |           |                       |                       |  |  | 15 de septiembre | 15 de septiembre |
|  | 14 de septiembre   | 14 de septiembre   | Estados Unidos   | 79     | Estados Unidos      | 89                  |                  |                  | Francia          | 66               |        |           |                       |                       |  |  | 15 de septiembre | 15 de septiembre |
|  | 14 de septiembre   | 14 de septiembre   | Estados Unidos   | 79     |                     |                     |                  |                  |                  |                  |        |           |                       |                       |  |  | 15 de septiembre | 15 de septiembre |
|  | 14 de septiembre   | 14 de septiembre   |                  |        | Francia             | 89                  |                  |                  |                  |                  |        |           |                       |                       |  |  | 15 de septiembre | 15 de septiembre |
|  | Serbia             | 90                 |                  |        | Francia             | 89                  | Argentina        | 75               |                  |                  |        |           |                       |                       |  |  |                  |                  |
|  | Serbia             | 90                 | 10 de septiembre |        |                     |                     | Argentina        | 75               |                  |                  |        |           |                       |                       |  |  |                  |                  |
|  | República Checa    | 81                 |                  |        | España              | 95                  |                  |                  |                  |                  |        |           |                       |                       |  |  |                  |                  |
|  | República Checa    | 81                 | España           | 90     | España              | 95                  |                  |                  |                  |                  |        |           |                       |                       |  |  |                  |                  |
|  |                    |                    | España           | 90     | 12 de septiembre    | 12 de septiembre    | 13 de septiembre | 13 de septiembre |                  |                  |        |           |                       |                       |  |  |                  |                  |
|  |                    |                    | Polonia          | 78     | 12 de septiembre    | 12 de septiembre    | 13 de septiembre | 13 de septiembre |                  |                  |        |           |                       |                       |  |  |                  |                  |
|  | Partido 7.° puesto | Partido 7.° puesto | Polonia          | 78     | Polonia             | 84                  |                  |                  |                  |                  | España | 95        | Partido tercer puesto | Partido tercer puesto |  |  |                  |                  |
|  | Partido 7.° puesto | Partido 7.° puesto | 11 de septiembre |        | Polonia             | 84                  |                  |                  |                  |                  | España | 95        | Partido tercer puesto | Partido tercer puesto |  |  |                  |                  |
|  | 14 de septiembre   | 14 de septiembre   |                  |        | República Checa     | 94                  |                  |                  | Australia        | 88               |        |           | 15 de septiembre      | 15 de septiembre      |  |  |                  |                  |
|  | Estados Unidos     | 87                 | Australia        | 82     | República Checa     | 94                  | Francia          | 67               | Australia        | 88               |        |           |                       |                       |  |  |                  |                  |
|  | Estados Unidos     | 87                 | Australia        | 82     |                     |                     | Francia          | 67               |                  |                  |        |           |                       |                       |  |  |                  |                  |
|  | Polonia            | 74                 |                  |        | República Checa     | 70                  |                  |                  | Australia        | 59               |        |           |                       |                       |  |  |                  |                  |

### Cuartos de final
| 10 de septiembre, 19:00 (UTC+8) | Argentina                                         | 97–87                | Serbia                                                         | Dongguan                                                                         |  |
|                                 | Parciales: 25–23, 29–26, 14–18, 29–20             |                      |                                                                |                                                                                  |  |
|                                 | Estadísticas L. Scola 20 G. Deck 8 F. Campazzo 12 | Reporte Pts Reb Asts | Estadísticas 21 B. Bogdanović 10 N. Jokić 5 N. Jokić, S. Jović | Pabellón: Dongguan Arena Árbitros: Cristiano Maranho Tolga Sahin Michael Weiland |  |

| 10 de septiembre, 21:00 (UTC+8) | España                                         | 90–78                | Polonia                                                         | Shanghái                                                                            |  |
|                                 | Parciales: 22–18, 24–23, 21–17, 23–20          |                      |                                                                 |                                                                                     |  |
|                                 | Estadísticas R. Rubio 19 R. Rubio 5 R. Rubio 9 | Reporte Pts Reb Asts | Estadísticas 19 A. J. Slaughter 11 M. Ponitka 6 A. J. Slaughter | Pabellón: Centro Deportivo Oriental Árbitros: Jorge Vázquez Yohan Rosso Takaki Kato |  |

| 11 de septiembre, 19:00 (UTC+8) | Estados Unidos                                                     | 79–89                | Francia                                                | Dongguan                                                                                      |  |
|                                 | Parciales: 18–18, 21–27, 27–18, 13–26                              |                      |                                                        |                                                                                               |  |
|                                 | Estadísticas D. Mitchell 29 D. Mitchell 6 H. Barnes, D. Mitchell 4 | Reporte Pts Reb Asts | Estadísticas 22 E. Fournier 16 R. Gobert 4 E. Fournier | Pabellón: Dongguan Arena Árbitros: Guilherme Locatelli Georgios Poursanidis Ferdinand Pascual |  |

| 11 de septiembre, 21:00 (UTC+8) | Australia                                    | 82–70                | República Checa                                          | Shanghái                                                                                            |  |
|                                 | Parciales: 17–17, 16–13, 30–18, 19–22        |                      |                                                          | |  |
|                                 | Estadísticas P. Mills 24 N. Kay 7 P. Mills 6 | Reporte Pts Reb Asts | Estadísticas 21 P. Auda 9 T. Satoranský 13 T. Satoranský | Pabellón: Centro Deportivo Oriental Árbitros: Roberto Vázquez Ademir Zurapović Matthew Leigh Kallio |  |

### Quinto al octavo puesto
| 12 de septiembre, 19:00 (UTC+8) | Serbia                                                | 94–89                | Estados Unidos                                       | Dongguan                                                                   |  |
|                                 | Parciales: 32–7, 12–33, 27–28, 23–21                  |                      |                                                      |                                                                            |  |
|                                 | Estadísticas B. Bogdanović 28 N. Bjelica 5 N. Jokić 7 | Reporte Pts Reb Asts | Estadísticas 22 H. Barnes 6 K. Middleton 8 K. Walker | Pabellón: Dongguan Arena Árbitros: Cristiano Maranho Yu Jung Luis Castillo |  |

| 12 de septiembre, 21:00 (UTC+8) | Polonia                                                   | 84–94                | República Checa                                         | Shanghái                                                                              |  |
|                                 | Parciales: 23–23, 12–20, 28–21, 21–30                     |                      |                                                         |                                                                                       |  |
|                                 | Estadísticas A. Waczyński 22 D. Kulig 7 A.J. Slaughter 10 | Reporte Pts Reb Asts | Estadísticas 24 V. Hruban 12 V. Hruban 12 T. Satoranský | Pabellón: Centro Deportivo Oriental Árbitros: Yohan Rosso Juan Fernández Boris Krejić |  |

#### Séptimo puesto
| 14 de septiembre, 16:00 (UTC+8) | Estados Unidos                                         | 87–74                | Polonia                                                   | Pekín                                                                    |  |
|                                 | Parciales: 28–14, 19–16, 16–25, 24-19                  |                      |                                                           |                                                                          |  |
|                                 | Estadísticas D. Mitchell 16 M. Turner 8 D. Mitchell 10 | Reporte Pts Reb Asts | Estadísticas 18 M. Ponitka 7 M. Ponitka 5 A. J. Slaughter | Pabellón: Wukesong Arena Árbitros: Aleksandar Glisic Jung Yu Takaki Kato |  |

#### Quinto puesto
| 14 de septiembre, 20:00 (UTC+8) | Serbia                                               | 90–81        | República Checa                                      | Pekín                                                                                       |  |
|                                 | Parciales: 20–20, 21–30, 28–12, 21–19                |              |                                                      |                                                                                             |  |
|                                 | Estadísticas B. Bogdanović 31 N. Jokić 14 N. Jokić 7 | Pts Reb Asts | Estadísticas 16 P. Auda 10 O. Balvín 6 T. Satoranský | Pabellón: Wukesong Arena Árbitros: Guilherme Locatelli Georgios Poursanidis Michael Weiland |  |

### Semifinales
| 13 de septiembre, 16:00 (UTC+8) | España                                                  | 95–88                | Australia                                           | Pekín                                                                            |  |
|                                 | Parciales: 22–21, 10–16, 19–18, 20–16 (T.E.: 9–9, 15–8) |                      |                                                     |                                                                                  |  |
|                                 | Estadísticas M. Gasol 33 R. Rubio 7 R. Rubio 12         | Reporte Pts Reb Asts | Estadísticas 34 P. Mills 11 N. Kay 9 M. Dellavedova | Pabellón: Wukesong Arena Árbitros: Guilherme Locatelli Tolga Şahin Omar Bermúdez |  |

| 13 de septiembre, 20:00 (UTC+8) | Argentina                                          | 80–66                | Francia                                                             | Pekín                                                                            |  |
|                                 | Parciales: 21–18, 18–14, 21–16, 20–18              |                      |                                                                     |                                                                                  |  |
|                                 | Estadísticas L. Scola 28 L. Scola 13 F. Campazzo 6 | Reporte Pts Reb Asts | Estadísticas 16 E. Fournier, F. Ntilikina 11 R. Gobert 4 N. De Colo | Pabellón: Wukesong Arena Árbitros: Steve Anderson Ademir Zurapović Jorge Vázquez |  |

### Partido por el tercer puesto
| 15 de septiembre, 16:00 (UTC+8) | Francia                                         | 67–59                | Australia                                             | Pekín                                                                                 |  |
|                                 | Parciales: 11–16, 10–14, 21–16, 25–13           |                      |                                                       |                                                                                       |  |
|                                 | Estadísticas De Colo 19 V. Poirier 7 N. Batum 6 | Reporte Pts Reb Asts | Estadísticas J. Ingles 17 A. Bogut 6 M. Dellavedova 5 | Pabellón: Wukesong Arena Árbitros: Roberto Vázquez Ademir Zurapovic Ferdinand Pascual |  |

### Final
| 15 de septiembre, 20:00 (UTC+8) | Argentina                                        | 75–95                | España                                              | Pekín                                                                            |  |
|                                 | Parciales: 14–23, 17–20, 16–23, 28–29            |                      |                                                     |                                                                                  |  |
|                                 | Estadísticas G. Deck 24 L. Scola 8 F. Campazzo 8 | Reporte Pts Reb Asts | Estadísticas R. Rubio 20 R. Fernández 10 M. Gasol 7 | Pabellón: Wukesong Arena Árbitros: Cristiano Maranho Yohan Rosso Steven Anderson |  |

|                           |
| Bandera de España         |
| Campeón España 2.º título |

## Clasificación final
| Pos.                                  | Equipo               | Pts             | PJ              | PG              | PP              | PF              | PC              | Dif             | Clasificación para los Juegos Olímpicos 2020                                             |
| Cuadro de honor                       | Cuadro de honor      | Cuadro de honor | Cuadro de honor | Cuadro de honor | Cuadro de honor | Cuadro de honor | Cuadro de honor | Cuadro de honor | Cuadro de honor                                                                          |
| ------------------------------------- | -------------------- | --------------- | --------------- | --------------- | --------------- | --------------- | --------------- | --------------- | ---------------------------------------------------------------------------------------- |
| Medalla de oro                        | España               | 16              | 8               | 8               | 0               | 675             | 560             | 115             | Clasificado para los Juegos Olímpicos 2020 como campeón del mundo y mejor equipo europeo |
| Medalla de plata                      | Argentina            | 15              | 8               | 7               | 1               | 688             | 591             | 97              | Clasificado para los Juegos Olímpicos 2020 como mejor equipo americano                   |
| Medalla de bronce                     | Francia              | 14              | 8               | 6               | 2               | 669             | 587             | 82              | Clasificado para los Juegos Olímpicos 2020 como segundo equipo europeo                   |
| 4                                     | Australia            | 14              | 8               | 6               | 2               | 687             | 648             | 39              | Clasificado para los Juegos Olímpicos 2020 como mejor equipo oceánico                    |
| 5                                     | Serbia               | 14              | 8               | 6               | 2               | 753             | 598             | 155             | Clasificados para el Torneo Preolímpico FIBA 2020                                        |
| 6                                     | República Checa      | 12              | 8               | 4               | 4               | 662             | 651             | 11              | Clasificados para el Torneo Preolímpico FIBA 2020                                        |
| 7                                     | Estados Unidos       | 14              | 8               | 6               | 2               | 692             | 587             | 105             | Clasificado para los Juegos Olímpicos 2020 como segundo equipo americano                 |
| 8                                     | Polonia              | 12              | 8               | 4               | 4               | 619             | 644             | -25             | Clasificado para el Torneo Preolímpico FIBA 2020                                         |
| Terceros de la segunda ronda          |                      |                 |                 |                 |                 |                 |                 |                 |                                                                                          |
| 9                                     | Lituania             | 8               | 5               | 3               | 2               | 424             | 336             | 88              | Clasificados para el Torneo Preolímpico FIBA 2020                                        |
| 10                                    | Italia               | 8               | 5               | 3               | 2               | 431             | 371             | 60              | Clasificados para el Torneo Preolímpico FIBA 2020                                        |
| 11                                    | Grecia               | 8               | 5               | 3               | 2               | 403             | 382             | 21              | Clasificados para el Torneo Preolímpico FIBA 2020                                        |
| 12                                    | Rusia                | 8               | 5               | 3               | 2               | 373             | 358             | 15              | Clasificados para el Torneo Preolímpico FIBA 2020                                        |
| Cuartos de la segunda ronda           |                      |                 |                 |                 |                 |                 |                 |                 |                                                                                          |
| 13                                    | Brasil               | 8               | 5               | 3               | 2               | 409             | 427             | –18             | Clasificados para el Torneo Preolímpico FIBA 2020                                        |
| 14                                    | Venezuela            | 7               | 5               | 2               | 3               | 355             | 366             | –11             | Clasificados para el Torneo Preolímpico FIBA 2020                                        |
| 15                                    | Puerto Rico          | 7               | 5               | 2               | 3               | 349             | 402             | –53             | Clasificados para el Torneo Preolímpico FIBA 2020                                        |
| 16                                    | República Dominicana | 7               | 5               | 2               | 3               | 337             | 390             | –53             | Clasificados para el Torneo Preolímpico FIBA 2020                                        |
| Primeros de la ronda de clasificación |                      |                 |                 |                 |                 |                 |                 |                 |                                                                                          |
| 17                                    | Nigeria              | 8               | 5               | 3               | 2               | 435             | 381             | 54              | Clasificado para los Juegos Olímpicos 2020 como mejor equipo africano                    |
| 18                                    | Alemania             | 8               | 5               | 3               | 2               | 409             | 364             | 45              | Clasificados para el Torneo Preolímpico FIBA 2020                                        |
| 19                                    | Nueva Zelanda        | 8               | 5               | 3               | 2               | 497             | 470             | 27              | Clasificados para el Torneo Preolímpico FIBA 2020                                        |
| 20                                    | Túnez                | 8               | 5               | 3               | 2               | 377             | 386             | –9              | Clasificados para el Torneo Preolímpico FIBA 2020                                        |
| Segundos de la ronda de clasificación |                      |                 |                 |                 |                 |                 |                 |                 |                                                                                          |
| 21                                    | Canadá               | 7               | 5               | 2               | 3               | 445             | 413             | 32              | Clasificados para el Torneo Preolímpico FIBA 2020                                        |
| 22                                    | Turquía              | 7               | 5               | 2               | 3               | 434             | 427             | 7               | Clasificados para el Torneo Preolímpico FIBA 2020                                        |
| 23                                    | Irán                 | 7               | 5               | 2               | 3               | 379             | 372             | 7               | Clasificado para los Juegos Olímpicos 2020 como mejor equipo asiático                    |
| 24                                    | China                | 7               | 5               | 2               | 3               | 355             | 365             | –10             |                                                                                          |
| Terceros de la ronda de clasificación |                      |                 |                 |                 |                 |                 |                 |                 |                                                                                          |
| 25                                    | Montenegro           | 6               | 5               | 1               | 4               | 370             | 406             | –36             |                                                                                          |
| 26                                    | Corea del Sur        | 6               | 5               | 1               | 4               | 361             | 438             | –77             |                                                                                          |
| 27                                    | Angola               | 6               | 5               | 1               | 4               | 350             | 435             | –85             |                                                                                          |
| 28                                    | Jordania             | 6               | 5               | 1               | 4               | 352             | 482             | –130            |                                                                                          |
| Cuartos de la ronda de clasificación  |                      |                 |                 |                 |                 |                 |                 |                 |                                                                                          |
| 29                                    | Costa de Marfil      | 5               | 5               | 0               | 5               | 326             | 400             | –74             |                                                                                          |
| 30                                    | Senegal              | 5               | 5               | 0               | 5               | 330             | 432             | –102            |                                                                                          |
| 31                                    | Japón                | 5               | 5               | 0               | 5               | 334             | 464             | –130            | Clasificado para los Juegos Olímpicos 2020 como equipo anfitrión                         |
| 32                                    | Filipinas            | 5               | 5               | 0               | 5               | 352             | 499             | –147            |                                                                                          |

Reglas para la clasificación:
1. Posición dentro del grupo.
2. Ratio de partidos ganados/perdidos.
3. Diferencia de puntos.
4. Puntos logrados.
5. Sorteo.

### Clasificados a Tokio 2020
| Nigeria Mejor equipo africano | Irán Mejor equipo asiático | Australia Mejor equipo oceánico | Argentina Mejor equipo americano | Estados Unidos Segundo equipo americano | España Mejor equipo europeo | Francia Segundo equipo europeo |

## Galardones y estadísticas
- MVP :

 Ricky Rubio (ESP)
- Quinteto ideal :

 Bogdan Bogdanović (SRB)
 Evan Fournier (FRA)
 Ricky Rubio (ESP)
 Marc Gasol (ESP)
 Luis Scola (ARG)

## Plantillas semifinalistas
- Selección de baloncesto de España:

Ricky Rubio, Sergio Llull, Quino Colom, Pau Ribas, Juancho Hernangómez, Rudy Fernández, Victor Claver, Xavi Rabaseda, Javier Beirán, Pierre Oriola, Marc Gasol, Willy Hernangómez. Seleccionador: Sergio Scariolo.
- Selección de baloncesto de Argentina:

Agustín Caffaro, Luca Vildoza, Luis Scola, Facundo Campazzo, Nicolás Laprovíttola, 
Nicolás Brussino, Máximo Fjellerup, Marcos Delía, Gabriel Deck, Lucio Redivo, Patricio Garino, Tayavek Gallizzi. Seleccionador: Sergio Hernández
- Selección de baloncesto de Francia:

Frank Ntilikina, Amath M'Baye, Nicolas Batum, Evan Fournier, Nando De Colo, Vincent Poirier, Andrew Albicy, Louis Labeyrie, Mathias Lessort, Rudy Gobert, Axel Toupane, Paul Lacombe. Seleccionador: Vincent Collet
- Selección de baloncesto de Australia:

Nathan Sobey, Cameron Gliddon, Chris Goulding, Patrick Mills, Andrew Bogut, Joe Ingles, Matthew Dellavedova, Nick Kay, Aron Baynes, David Barlow, Jock Landale, Mitch Creek. Seleccinador: Andrej Lemanis